# Uvaria sofa
Uvaria sofa este o specie de plante angiosperme din genul Uvaria, familia Annonaceae, descrisă de G. Elliot. Conform Catalogue of Life specia Uvaria sofa nu are subspecii cunoscute.